# Lijst van burgemeesters van Schaesberg
Dit is een lijst van burgemeesters van de voormalige Nederlandse gemeente Schaesberg tot die gemeente op 1 januari 1982 opging in de gemeente Landgraaf.
| Ambtsperiode | Naam burgemeester        | Partij of stroming | Bijzonderheden                                                                  |
| ------------ | ------------------------ | ------------------ | ------------------------------------------------------------------------------- |
| 1825 - 1829  | H.J. Stassen             |                    | vanaf 1804 al maire/schout                                                      |
| 1830         | J.W.D. Smeets            |                    |                                                                                 |
| 1830 - 1846  | P.J.M.W.A. van Lommessen |                    |                                                                                 |
| 1847 - 1849  | L.J.V. baron de Rosen    |                    |                                                                                 |
| 1849 - 1876  | J.W.J.H. Melchers        |                    |                                                                                 |
| 1876 - 1895  | G.A.M.H. baron de Rosen  |                    |                                                                                 |
| 1895 - 1934  | M.H.J.M. Quaedvlieg      |                    |                                                                                 |
| 1934 - 1941  | A.P.J.M. Lempers         |                    |                                                                                 |
| 1942         | K.M. Brouwers            | NSB                |                                                                                 |
| 1942 - 1944  | A.C. de Leij             | NSB                | eerder burgemeester van Posterholt                                              |
| 1944         | W.H.M.E. Simons          | NSB                | eerder burgemeester van Ubach over Worms                                        |
| 1944 - 1946  | A.P.J.M. Lempers         |                    | later burgemeester van Brunssum en Kerkrade                                     |
| 1947 - 1951  | Jan (J.P.D.) van Banning |                    | eerder burgemeester van Gennep, later burgemeester van Geleen                   |
| 1952 - 1959  | Huub (H.M.J.) Dassen     | KVP                | tevens landdrost van Tudderen (1949-1963); later burgemeester van Sittard       |
| 1959 - 1973  | Jules (E.M.J.) Prick     |                    | eerder burgemeester van Sint Odiliënberg en Posterholt                          |
| 1973 - 1982  | Hub (H.Th.) Vrouenraets  | KVP / CDA          | eerder burgemeester van Margraten en Nieuwenhagen, later burgemeester van Stein |